# Exposition (psychologie)
Pour les articles homonymes, voir Exposition.
L'exposition, également appelée thérapie d'exposition, est une technique de désensibilisation utilisée en psychothérapie comportementale. L'exposition peut être imaginaire ou réelle. L'exposition réelle consiste en une exposition répétée, progressive et contrôlée, à l'environnement posant problème, dans l'objectif de désensibiliser le patient. La thérapie d'exposition peut comprendre l'identification des pensées qui surgissent face à l'environnement, la réflexion sur ces pensées, et le changement des pensées si elles sont inappropriées. 

## Mécanismes
Les techniques d'exposition sont issues des travaux de psychologie expérimentale. Elles reposent sur un mécanisme d'habituation conduisant à une désensibilisation. Il s'agit d'amener le patient à expérimenter la diminution de son angoisse face au stimulus problème autrement que par l'évitement. En effet l'évitement soulage l'angoisse à court terme mais la renforce à long terme. Cette exposition se fait généralement de façon progressive. 

### Différents types
L'exposition peut être réelle ou en imagination. Les différentes techniques d'exposition sont les expositions en imagination, les expositions in vivo (il s'agit d'une exposition dans la réalité cette réalité au du développement des nouvelles technologies de l'information peut être virtuelle [sens de la phrase ?] : thérapies par réalité virtuelle) et le modeling de participation (Bandura). Les deux premières peuvent être graduelles - le sujet est alors exposé aux stimuli anxiogènes dont le degré va croissant et le cheminement est progressif, ou directes ; dans le cas d'expositions directes, le sujet est exposé directement aux stimuli anxiogènes maximaux. Ce type d'exposition, en particulier in vivo, est d'application délicate, le patient risquant de ne pas revenir. Il est question d'immersion ou de flooding. Lorsque l'exposition graduelle en imagination est couplée à de la relaxation il est question de désensibilisation. Exemple : application d'une exposition in vivo avec gradation dans le cas d'une arachnophobie.
Une hiérarchisation croissante des stimuli susceptibles de provoquer l'angoisse est établie avec le patient (la valence anxiogène variant selon les sujets). Le premier stimulus auquel sera exposé le patient pourra être de garder avec lui un papier sur lequel est écrit le mot « araignée », pour ensuite regarder des photographies d'araignées, etc., alors que pour un autre patient, le stimulus le plus bas de la hiérarchie, c'est-à-dire le moins anxiogène, sera de regarder de fausses araignées, puis de vraies araignées dans un bocal, etc. Le modeling de participation (Bandura, 1971) se pratique de façon graduelle. Le thérapeute sert de modèle et entre en contact avec les stimuli redoutés par le patient. Ensuite le patient tente à son tour d'accomplir ce qu'a fait le thérapeute (on parle d'apprentissage vicariant).

### Indications
Leur utilisation est devenue classique dans les troubles anxieux du fait de leur efficacité,. L'exposition n'est pas utilisée uniquement dans la phobie, mais également dans des troubles anxieux, les troubles obsessionnels compulsifs, etc. Bien que très médiatisées, et si effectivement elles occupent une place de choix dans les TCC, les techniques d'exposition ne sont pas systématiquement employées dans le cadre d'une prise en charge. Et lorsqu'elles le sont, elles s'accompagnent presque toujours d'une démarche psychoéducative d'information du patient sur le mécanisme de son angoisse (à partir de l'analyse fonctionnelle) et à « décatastropher » le stimulus angoissant. Dans l'exemple précédent, il s'agira d'explorer avec le patient ses propres représentations autour des araignées, en lui donnant, si nécessaire, des informations objectives sur l'absence de danger que constituent ces animaux, sur leur mode de vie, etc. 